# Wall Rock
Der Wall Rock ist ein 980 m hoher Felsen im westantarktischen Queen Elizabeth Land. In der Neptune Range der Pensacola Mountains ragt er 6 km nördlich des Robbins-Nunatak in den Schmidt Hills auf.
Der United States Geological Survey kartierte ihn anhand eigener Vermessungen und Luftaufnahmen der United States Navy aus den Jahren von 1956 bis 1966. Das Advisory Committee on Antarctic Names benannte ihn 1968 nach John Wall, Mitglied der Electronics Test Unit der United States Air Force in den Pensacola Mountains von 1957 bis 1958.